# Aménagement du territoire en France

Le découpage administratif français à partir de 2016.

Pour les articles homonymes, voir Aménagement du territoire (homonymie).
L'aménagement du territoire en France consiste en un ensemble d'actions menées par l'État, les collectivités territoriales et certains établissements publics afin de favoriser le développement des régions formant le territoire national. Agissant sur une échelle plus vaste que la politique de la ville, l'aménagement du territoire porte sur la disposition spatiale des hommes et des activités. Il conjugue donc développement économique, habitat, transports et communications.
L'aménagement du territoire à la française demeure attaché à des processus dans lesquels l'État joue un rôle moteur. Toutefois, si cette politique se fonde sur des lois, des règlements et un budget décidés au niveau national, sa mise en œuvre met en jeu des dispositifs contractuels conclus avec les collectivités territoriales. Quant à l'Union européenne, elle intervient de plus en plus dans le développement des régions par le biais de sa politique régionale. Ce double mouvement de décentralisation et de construction européenne conduit aujourd'hui à faire intervenir tous les niveaux de l'organisation territoriale.

## Une notion essentiellement française
C'est sous le régime de Vichy, en 1943, qu'apparaît l'expression « aménagement du territoire ». Celle-ci remplace la notion d'« équipement » et est en phase avec la volonté du gouvernement d'alors, profondément hostile au développement des grandes villes, de maintenir les populations dans les campagnes. L'aménagement du territoire est avant tout une politique, et spécialement en France, la notion étant même peu commune dans la plupart des pays européens, où les pouvoirs régionaux et locaux disposent généralement de plus grandes latitudes d'organisation de leur territoire. Ainsi, en Allemagne, on ne parle pas d'aménagement du territoire mais plutôt de « développement spatial ».
En France, le territoire fait son entrée sur la scène de l’action publique depuis la mise en place d’une action d’État en faveur de l’aménagement du territoire en 1950. Retenons la définition que donne Eugène Claudius-Petit, Ministre de la Reconstruction et de l'Urbanisme de 1948 à 1953, de cette nouvelle politique :
« L’aménagement du territoire, c’est la recherche dans le cadre géographique de la France d’une meilleure répartition des hommes en fonction des ressources naturelles et de l’activité économique. »
— Pour un plan national d'aménagement du territoire, 1950
Trois idées sont contenues dans cette définition :
- l’aménagement du territoire apparaît comme une exigence de justice spatiale : la correction des disparités (depuis Paris et le désert français de Jean-François Gravier, livre marquant de 1947, qui a un écho dans tout l’appareil d’État) ;
- l’aménagement du territoire apparaît aussi comme une exigence économique ;
- l’aménagement du territoire introduit l’idée d’une spécialisation fonctionnelle des territoires (« en fonction de… »).

Le territoire est ici placé au cœur d’une vision fordiste : à la division sociale du travail doit correspondre une division spatiale des activités.
Cette vision trouve une concrétisation opérationnelle dans l’appareil d’État, notamment dans le système politico-administratif, avec la coexistence de deux ministères chargés des questions spatiales : l’aménagement du territoire et l’équipement (qui remplacera le MRU : ministère de la Reconstruction et de l'Urbanisme). Pour l'État, l'aménagement du territoire peut être considéré comme le volet spatial de la planification.
Le territoire doit être organisé de manière que l’on trouve une fonctionnalité à l’enchâssement socioéconomique. Le territoire est alors un support de la croissance. Le territoire est un système en poupées russes facilitant la division spatiale du territoire : il y a des territoires de commandement et des territoires de production (logique de la déconcentration industrielle à partir de 1954 : sortir les industries de Paris).
L'aménagement du territoire à la française se caractérise par l'aspect incitatif des politiques. Ainsi à la différence des plans soviétiques, les plans nationaux ont toujours été indicatifs et non contraignant.

## Principes de l'aménagement du territoire
En France, où l'aménagement du territoire est conçu et réalisé par l'État national, le géographe Jacques Lévy distingue « quatre attitudes vis-à-vis de la ville et de l'aménagement en France » :
- les physiocrates, dont la logique d'action est le corporatisme et la valeur fondatrice est l'indifférenciation inégalitaire ;
- les étatistes, dont la logique d'action est le dirigisme et la valeur fondatrice est l'indifférenciation égalitaire ;
- les libéraux, dont la logique d'action est celle du marché dérégulé et pour qui la valeur fondatrice est la différenciation inégalitaire ;
- les urbanophiles, dont la logique d'action est portée par les acteurs, et pour qui la valeur fondatrice de cette action est la différenciation égalitaire (Lévy, 2003).

Parmi les principes d'aménagement, le polycentrisme, l'idée qu'un territoire doive s'organiser autour de plusieurs pôles, est un des plus récurrents.
Ainsi la mise en œuvre de la politique d'aménagement du territoire coïncidera avec la consécration d’un aménagement fordiste du territoire : les institutions administratives nouvellement créées, et notamment celles de la DATAR (en 1963), vont servir de caution politique et administrative au « développement en cascade » (théorie économique inspirée des pôles de développement de François Perroux). Ce développement en cascade passe un renforcement de l’armature urbaine (Ve plan), avec l’institution de huit métropoles d’équilibres à partir de 1964. Il s’agit de villes seules comme de groupes de villes en réseaux : Lille-Roubaix-Tourcoing, Metz-Nancy, Strasbourg, Nantes-Saint-Nazaire, Lyon-Saint-Étienne-Grenoble, Bordeaux, Toulouse, Marseille, et des centres régionaux de plein exercices (Rennes, Nice, Dijon, Clermont-Ferrand) qui vont accueillir des grands équipements et des infrastructures lourdes afin de rayonner sur les villes moyennes de leur environnement régional.

## Outils de l'aménagement du territoire
Liste non limitative
- Alignement
- Aménagement foncier rural
- CAUE (Conseil d'Architecture, d’Urbanisme et d’Environnement)
- Conservatoire du littoral
- Conservatoire des sites
- Constructibilité limitée
- DATAR (Délégation interministérielle à l'aménagement du territoire et à l'attractivité régionale (DATAR)
- Déclaration de péril
- Directive territoriale d'aménagement
- Contributions exigibles des constructeurs
- Enquête publique pour la protection de l’environnement
- Espaces naturels sensibles
- Contrat urbain de cohésion sociale (CUCS)
- Étude d'impact, mesures compensatoires, mesures conservatoires
- Loi littoral
- Monuments historiques
- Droit de préemption hors DPU et ZAD
- Parc national
- Parc naturel régional (PNR)
- Permis d'aménager
- Permis de construire (nouveau régime)
- Projet d'intérêt général (PIG)
- Plan départemental d'aide pour le logement des personnes défavorisées
- PLU (Plan local d'urbanisme)
- Réserves naturelles (nationales, régionales, domaniales)
- SAFER
- Schéma d'aménagement régional (SAR)
- Schéma de secteur
- SCOT (Schéma de cohérence territoriale)
- SDAGE(Schéma directeur d’aménagement et de gestion des eaux) et SAGEs
- SRCE (schéma régional de cohérence écologique)
- SRCAE (Schéma régional climat air énergie)
- SRADDET (Schéma régional d'aménagement, de développement durable et d'égalité des territoires)
- SDRIF (Schéma directeur de la région Île-de-France)
- Système d'information géographique (SIG)
- Trame verte et bleue

## Histoire de l'aménagement du territoire

### 1945-1975: un «âge d’or de l’aménagement du territoire national»
Au lendemain de la Seconde guerre mondiale, les États d'Europe occidentale s'engagent dans une démarche d'État-providence, qui se traduit spatialement par la mise en place de politiques d'aménagement du territoire national. 

#### De premières expériences d'aménagement du territoire aux impacts variables
Les premières expériences d'aménagement du territoire à proprement parler furent peu nombreuses et s’illustraient par leur caractère éphémère ou limité, comme le Plan national d’aménagement du territoire de 1957.

#### Création de la DATAR
Néanmoins, une stratégie de grande envergure est mise en place sous De Gaulle, dont le grand symbole institutionnel est la création de la DATAR en 1963.

#### Principales réalisations
De grands chantiers sont lancés au cours des décennies d'après-guerre sous l'impulsion de l'État central, comme la construction du réseau autoroutier national, de nombreux barrages hydroélectriques, la création des zones industrialo-portuaires de Dunkerque (1963) puis Fos-sur-Mer (1968) ou la construction de ponts vers les grandes îles continentales de Ré et d'Oléron.

### Années 1970-1980: remises en question et décentralisation
Les années 1970 voient monter les contestations contre les grands projets d'équipement portés par l'aménagement du territoire. Les critiques portent sur leurs effets environnementaux, les prises de décision technocratiques et descendantes ou encore la légitimité des pouvoirs publics à définir l'organisation du territoire.
Le processus de décentralisation lancé dans les années 1980 touche également la politique d'aménagement du territoire national. Selon Xavier Desjardins, « Après 1980, la place de l’État dans l’aménagement du territoire va se réduire progressivement, au profit de la montée en puissance des collectivités locales et de l’Union européenne. » Cela se traduit notamment par l'importance croissante des plans États-région, dispositifs contractuels au sein desquels l'État est un partenaire (et non un décideur surplombant) des collectivités locales en matière d'aménagement.
Néanmoins, à la suite des premières émeutes urbaines suivies de la Marche pour l'égalité et contre le racisme, un programme d'action en faveur des banlieues pauvres des grandes agglomérations est progressivement mise en place sous le nom de politique de la ville. Du point de vue de l'aménagement du territoire et de l'urbanisme, cette politique de « renouvellement urbain » est notamment portée par l'ANRU nouvellement créée.

### Nouvelle organisation territoriale des années 1990: pays et intercommunalité
1995 marque une certaine relance des politiques territoriales par l’État national : en arrivant à la tête du ministère de l’intérieur et de l’aménagement du territoire sous le gouvernement d'Édouard Balladur (1993-1995), le gaulliste Charles Pasqua promet « un grand débat ». Ce grand débat aboutit au vote de la LOADT du 4 février 1995, qui consacre l’entité géographique du Pays. Cette relance des politiques territoriales des années 1990, difficile, sera consolidée par la loi d'orientation pour l'aménagement et le développement durable du territoire (loi Voynet) du 25 juin 1999 et par la loi relative au renforcement et à la simplification de la coopération intercommunale (loi Chevènement) du 12 juillet 1999 (voir l'article Intercommunalité en France). L’approche territoriale du développement durable est désormais prise en compte dans les politiques publiques, notamment dans le cadre de la nouvelle génération des contrats de plan État-région 2000-2006 (à travers « le volet territorial »).

#### Schémas de services collectifs
Huit schémas de services collectifs sectoriels ont été approuvés en 2002 : enseignement supérieur, culture, santé, information et communication, transports, énergie, sport et espaces naturels et ruraux. À noter : les deux schémas multimodaux de services collectifs de transport (voyageurs et marchandises) ont été abrogés par l'ordonnance 2005-654 du 8 juin 2005.
Ce dispositif, prévu par la Loi Voynet du 25 juin 1999, constitue une tentative de planification stratégique nationale, seulement partiellement réussie.
L’élaboration des schémas relève de l’État mais dans le cadre d’une concertation avec les collectivités locales, les organisations professionnelles, les associations et les autres organismes concourant à l’aménagement du territoire. Une fois élaboré, le projet est soumis à avis aux niveaux national et régional, auxquels s’ajoutent des consultations spécifiques (la liste n’étant de toute façon pas limitative). La lourdeur de ce processus constitue indéniablement le premier de ses inconvénients ; le délai (irréaliste) du 31 décembre 1999 ne fut donc pas respecté et les contrats de plan État-région furent signés avant la finalisation des schémas qui devaient pourtant leur servir de base. Un problème subsidiaire lié a la multiplication des consultations réside dans la rigidité du document adopté, qui ne peut plus être substantiellement modifié sans nouvelles consultations. Un obstacle qui pourrait être utilement surmonté par l’adoption des schémas par le Parlement (comme c’était le cas dans la loi Pasqua).
Deuxième inconvénient du dispositif mis en place : la décentralisation par la DATAR de l’élaboration des schémas, qui déboucha sur une importante hétérogénéité, malgré les efforts consentis par la Délégation en vue de la définition d’une doctrine commune.
Les schémas ont pour objet d’« énoncer » les « objectifs » qui « traduisent » les « choix stratégiques de la politique d’aménagement et de développement durable du territoire pour les vingt prochaines années ». Ils ne peuvent descendre à un niveau de détail qui leur ferait perdre ce caractère stratégique. Par ailleurs, ces documents ne sont pas seulement des schémas d’infrastructure ; ils visent également à définir les principes d’organisation et d’évolution des services collectifs. Deux types de schémas ont été élaborés :
- des prévisions ou des scénarios destinés à éclairer les choix politiques opérés (ex. le schéma relatif à l’enseignement supérieur est un « collage » des différents contrats de plan) ;
- de réelles définitions des objectifs de l’intervention publique et des moyens pour leur mise en œuvre.

Quant au contenu des schémas, se posait également la question du respect des prérogatives des collectivités territoriales par un document élaboré par l’État dans des domaines parfois largement décentralisés. Il fut entendu que les schémas pouvaient « favoriser », « encourager » ou « inviter » mais non contraindre les collectivités locales. Il n’en reste pas moins que les décisions prises par l’État dans son domaine de compétences, ont nécessairement une influence sur les décisions prises par les collectivités (ex. transport).
En ce qui concerne l’effet des schémas, il est entendu que seules les dispositions suffisamment précises sont susceptibles d’avoir des effets prescriptifs (CE, 1999, Rouquette et autres). Même dans le cas où cette condition serait remplie, l’effet des schémas est fortement circonscrit par le législateur : ils ne sont en effet opposables qu’aux SRADT (qui n’ont pas pour l’instant de véritable effet juridique). Les pouvoirs publics sont simplement astreints à une obligation de « prise en compte » ; or, le juge ne tire que des conséquences limitées de ce rapport juridique. Il convient néanmoins de nuancer ce constat :
- Certains schémas sont opposables en vertu de dispositions particulières (aux termes de la LOTI, le schéma transport est opposable aux DUP, autorisations d’urbanisme, concessions d’endigage ou d’outillage, etc.) ;
- Par ailleurs, le juge devrait les considérer comme appartenant à la catégorie des « documents de planification » visés à l’article R. 121-3 du code de l'urbanisme et sur la base desquels peuvent être arrêtés des projets d’intérêt général que l’État peut imposer aux collectivités territoriales.
- Les inventaires contenus dans certains schémas permettent en outre de souligner l’intérêt national de certains équipements ou sites (« rapport sur l’état du patrimoine naturel » annexé au schéma des espaces naturels et ruraux : sans avoir de portée directe, il pourrait être utilisé par le juge dans le cadre du contrôle des mesures remettant en cause des protections des espaces et richesses ainsi recensés).

Malgré les difficultés liées à leur mise en place, les schémas trouveront à n’en pas douter leur place dans le cadre des projets relatifs à la relance de la décentralisation. Il était en effet difficilement envisageable que de nouveaux transferts de compétence fussent approuvés sans que l’État mît en place les instruments garantissant la cohérence des politiques publiques et la cohérence sociale et territoriale du pays. Quelques réformes sont pourtant indéniablement nécessaires :
- clarifier le contenu de manière à mieux distinguer ce qui relève de l’évaluation et de la prévision et qui est de l’ordre de la norme et de la prescription ;
- préciser, et certainement renforcer, la portée juridique des schémas : il y a là une condition indispensable si l’on veut faire des schémas des instruments d’encadrement des compétences transférées ;
- exiger une approbation par le Parlement.

#### Émergence de territoires de projet
Un territoire de projet se définit comme « l’espace économique, social et physique sur lequel un projet de territoire s’élabore. Organisé, il est en mesure de contractualiser sur un projet global avec les autorités chargées de l’aménagement et du développement territorial.
Cette appellation concerne de façon prioritaire mais non exhaustive les Pays, agglomérations, parcs naturels régionaux et réseaux de villes » (définition donnée par l'association Entreprises Territoires et Développement).
L’article 2 de la Loi Voynet du 25 juin 1999 énonce que « la politique d’aménagement et de développement durable du territoire » repose sur un certain nombre de choix stratégiques parmi lesquels « le développement local » dont l’organisation est précisée à l’alinéa 2 : « le développement local, organisé dans le cadre des bassins d’emplois et fondé sur la complémentarité et la solidarité des territoires ruraux et urbains. Il favorise au sein de Pays présentant une cohésion géographique, historique, culturelle, économique et sociale la mise en œuvre des potentialités du territoire en s’appuyant sur une forte coopération intercommunale et sur l’initiative et la participation des acteurs locaux ».
De même, la loi d'orientation agricole du 9 juillet 1999 prévoit la réalisation d'un document de gestion de l'espace agricole et forestier (DGEAF) dans chaque département. Ce document de «porter à connaissance» identifie les enjeux agricoles, forestiers, environnementaux et paysagers et permet d'avoir une vue d'ensemble de tous les paramètres importants à prendre en considération pour une aide à la décision sur la gestion des territoires. Il aide à la définition de politiques et à l'utilisation d'outils adaptés aux enjeux des territoires.
La nouvelle génération des contrats de plan État-région (2000-2006) consacre la territorialisation des politiques publiques : l’élaboration plus que jamais concertée, l’affirmation de priorités nouvelles (emploi, solidarité, développement durable), la logique de projet de territoire, l’extension du champ de la contractualisation, l’importance accrue accordée au suivi et à l’évaluation, sont autant d’innovations.

#### Intercommunalités: une révolution silencieuse
La loi relative au renforcement et à la simplification de la coopération intercommunale du 12 juillet 1999 (loi Chevènement) consacre l'intercommunalité de projet. Elle organise la coopération intercommunale selon trois niveaux :
- La communauté de communes (en milieu rural)
- La communauté d'agglomération (plus de 50 000 habitants)
- La communauté urbaine (plus de 500 000 habitants). Aujourd'hui, les communautés rassemblant au moins 500 000 habitants peuvent former une métropole.

Aujourd'hui, plus de 85 % de la population française vit sous le régime de l'intercommunalité, ce qui constitue une révolution silencieuse sur l'ensemble du territoire : 162 communautés d'agglomération ont été créées en 5 ans, ce qui va au-delà des prévisions du rapport de Pierre Mauroy intitulé « Refonder l'action publique locale » (2000) qui préconisait par ailleurs l'élection des conseillers communautaires au suffrage universel direct.

### Années 2000: la mise en avant de la compétitivité des territoires
La politique d'aménagement du territoire conserve sa vocation à réduire les inégalités entre les territoires. Elle place par exemple parmi ses objectifs l'accès de la plus grande partie possible du territoire national à des réseaux haut-débit. Pour autant, le développement de la « compétitivité » des territoires et la recherche de l'« excellence » sont des thèmes récurrents dans toute l'Europe dans les années 2000. L'idée d'une compétition entre les territoires s'en trouve confortée.
Dans le même temps, les acteurs perçoivent bien retrait progressif de l'État central dans l'aménagement du territoire amorcé avec la décentralisation depuis les années 1980. L'abandon du Plan (celui de 1993 ne sera pas appliqué) confirme l'abandon d'une stratégie d'ampleur pour le territoire national. L'État affirme alors son rôle dans des domaines plus sectoriels ou bien plus ciblés territorialement (tendance amorcée dès le début des années 1980 avec les quartiers de la politique de la ville, le rural profond, et les bassins industriels en reconversion).
Hormis les schémas directeurs d’infrastructures routières et ferroviaires approuvés par deux décrets du 1er avril 1992, sur la base de la loi d’orientation sur les transports intérieurs du 30 décembre 1982, retenons la loi d’orientation du 4 février 1995 (Loi Pasqua) qui prévoyait l’élaboration d’un schéma national d’aménagement et de développement du territoire excessivement ambitieux et rapidement enlisé. Les mesures phares encore en vigueur aujourd'hui restent :
- la nouvelle procédure de révision du Schéma directeur de la région Île-de-France (SDRIF), et les Schémas d'aménagement de la Corse et des régions d’outre-mer ;
- les Directives territoriales d’aménagement (DTA) de l’article L 111-1-1 du code de l’urbanisme ;
- les Schémas régionaux d’aménagement et de développement du territoire (SRADT), repris comme les Pays, par la Loi Voynet.

#### Compétitivité et mise en concurrence des territoires
La France encourage des « pôles de compétitivité » qui permettraient à des territoires bien identifiés d'acquérir un rôle central dans un domaine particulier à l'échelle nationale, voire mondiale. Les pôles d'excellence rurale doivent, quant à eux, favoriser le développement des régions rurales.

#### Évolution institutionnelle
Ces actions sont impulsées au niveau national par les comités interministériels d'aménagement et de compétitivité des territoires (CIACT) et gérées par la délégation interministérielle à l'aménagement et à la compétitivité des territoires (DIACT), successeur de la DATAR. Signe d'une administration qui cherche les nouvelles modalités de son action, la DIACT est redevenue la DATAR, la signification de l'acronyme ayant légèrement évoluée, le A de Action devenant Attractivité. Les dispositifs contractuels tels que les contrats de plan État-région, transformés en « contrats de projet » à partir de 2007, demeurent la base du dialogue entre l'État et les collectivités territoriales.
La DIACT intervient principalement à travers le fonds national d'aménagement et de développement du territoire (FNADT), créé en 1995, pour un montant prévu de 267 millions d'euros en 2007. L'aménagement du territoire concerne aussi d'autres ministères et actions : fonds national de développement des entreprises (FNDE), politique des transports (surtout ferroviaires), gestion de l'espace rural, actions en faveur des PME-PMI, enseignement supérieur.

#### Les trames vertes et bleues
En 2007, la société civile, via le Grenelle de l'environnement puis le législateur via les lois Grenelle I et Grenelle II (12 juillet 2010), réintroduisent clairement les notions de cohérence écologique et de trame de réseaux écologiques, alors que le Schéma de service collectif Espaces naturels et ruraux semblait en passe d'être oublié. L'objectif de prise en compte de la biodiversité à travers la trame verte et bleue (réservoirs de biodiversité et corridors écologiques) réapparait comme un « outil d'aménagement du territoire » . Il doit notamment être décliné dans les Scots;

## Vers un aménagement du territoire européen?
L'aménagement du territoire ne relève toujours pas des compétences de l'Union européenne. Pourtant, ce sujet n'est pas étranger aux préoccupations des États membres. A ainsi été adopté, lors du conseil informel des ministres de l'aménagement du territoire de Potsdam du 11 mai 1999, un Schéma de développement de l'espace communautaire (SDEC). Ce document fixe de grandes orientations en matière d'aménagement du territoire sans toutefois avoir de valeur juridique et un caractère prescriptif.